# 劳琳·希尔
劳琳·诺艾尔·希尔（英語：Lauryn Noelle Hill，1975年5月26日—）是一名美国歌手、音乐制作人和演员。她是难民营乐队的一员，1998年發行的首張个人专辑《劳伦希尔的错误教育（The Miseducation of Lauryn Hill）》备受好评，获得了无数奖项并打破了多个销售记录。
希尔成长于新泽西南奥兰治的一个音乐家庭，自幼便受家庭影响开始了歌唱。早年，她跟随哥哥格拉哈姆·希尔，先后出演了电视肥皂剧《地球照转（As the World Turns）》以及1993年的电影《修女也疯狂2》，使她成为了一名小有名气的女演员。高中时期，想要成立乐队的普拉斯·迈克尔找到了希尔，不久后，希尔的好友怀克里夫·金也加入了这支乐队。他们把这支乐队的名字改为难民营乐队（Fugees），并先后推出了专辑《钝化现实（Blunted on Reality）》（1994年）及格莱美奖获奖专辑《乐谱（The Score ）》（1996年）。后者在美国的销量达到了6,000,000张，受黑人音乐和加勒比音乐的影响，希尔因她的说唱和演唱，尤其是她翻唱的单曲“温柔地杀死我（Killing Me Softly）”而声名鹊起。 希尔与金的分手最终导致了乐队在1997年解散，此后她转向个人事业的发展。
1998年的《劳伦希尔的错误教育（The Miseducation of Lauryn Hill）》是希尔迄今唯一一张个人錄音室专辑。该专辑好评如潮，以新灵魂乐风格展现的独特嗓音表现了生命和人际关系的各个方面，这张专辑以8,000,000张的销量迅速登顶美国公告牌二百强专辑榜。 其中包含头号单曲“Doo Wop（That Thing）”、单曲“Ex Factor”（后来成为她在英国的最热单曲）、以及“Everything Is Everything”。 在第41届格莱美奖中，她获得了五个奖项，包括年度专辑和最佳新人奖。在此期间，她也赢得了无数其他奖项，并成为众多杂志的封面人物。
但不久之后，希尔抱着对音乐产业的失望，忍受着成名后超负荷的压力，淡出了公众的视野。她的最后一张完整的录制专辑是《MTV不插电No.2.0（MTV Unplugged No. 2.0 ）》现场专辑，这张专辑毁誉参半，销量同她在难民营乐队时期的专辑相比也十分惨淡。此后，希尔零星推出了几首单曲，并偶尔在一些音乐节上露面。她的行为时常引起观众不满；乐队的重组也并没有持续太长时间就又再度解散。她的音乐和她在公众场合的一系列发言犀利指责着流行文化和社会制度。希尔育有6个孩子，其中5个孩子是与现任丈夫洛翰·马利所生。2012年，她因未能缴纳联邦所得税被判逃税，并于2013年服刑三个月。

## 个人生活和乐坛生涯

### 1975年-1993年 早年经历及出道
劳伦·诺艾尔·希尔于1975年5月26日出生在新泽西州东奥兰治，父母是英语教师瓦莱丽·希尔（Valerie Hill）和计算机管理顾问马尔·希尔（Mal Hill）。她有一个名叫马拉内（Malaney）的哥哥（1972年出生）。她所出生的浸信会家庭曾短期搬到纽约和纽瓦克，最后在新泽西州南奥兰治一个有着众多犹太和黑人家庭的中产阶级街区定居，还未成名的演员扎克·布拉夫就住在这个街区，希尔也出席了扎克的受诫礼。
希尔曾经这样说道自己的音乐家庭：“（在我的家中）不断地演奏着和播放着无数的专辑和无数的音乐。我的母亲会弹钢琴，而我的父亲会唱歌，我们经常被音乐所围绕。”他的父亲会在当地的夜店和婚礼上演唱。希尔在成长过程中经常会听柯提斯·梅菲爾德、史提夫·汪达、艾瑞莎·弗兰克林和葛蕾蒂絲·奈特的歌曲；若干年后她回忆道当时会反复听马文·盖伊的歌曲“What's Going On ”直到入睡。
初中时期，劳伦·希尔在一次篮球比赛前演唱了美国国歌“星条旗”。由于她的演唱广受欢迎，此后的每场比赛都会播放她的演唱录音带。1988年，希尔作为非专业歌手之夜的选手出现在电视节目“It's Showtime at the Apollo”上。节目中，她翻唱了史摩基·羅賓森的单曲“Who's Lovin' You?”，却在一开始便得到了人们刻薄的回应。她坚持演唱完整首歌曲，之后在后台大哭了一场。
希尔之后进入了新泽西州哥伦比亚高级中学，在校期间，她是田径队和啦啦队的一员，同时也是扎克·布拉夫的同班同学。她也学习了小提琴和舞蹈课程，并组建了学校的福音合唱团。学习上，她在进阶班学习，成绩基本上都是A等。校领导公认她是学生中的领导。在后来回忆自己的学业生涯时，希尔说道：“我当时对一切都保有热爱之情，而不仅仅是为了学习而学习，我不知道这对于学习是不是必须，但我就是这样做的。无论是对于学业，对于体育运动，对于音乐，对于舞蹈，还是对于其他的所有事情，我一直都是驱使自己去投入于当时所做的每一件事和每一个领域。”
在希尔还是高中新生的时候，普拉卡齐瑞尔·“普拉斯”·迈克尔便通过共同的好友联系到了她，希望她加入自己正在组建的音乐团队。因为想要以不同语言作为韵脚，希尔和普拉斯将这个乐队命名为翻译者之队（Tranzlator Crew）。当时队中的另一位女性主唱不久后便被普拉斯的表兄弟，多重乐器演奏者怀克里夫·金所取代。乐队开始在一些当地的演出和高中才艺秀上表演。最初希尔仅仅是作为乐队中的声乐部分演唱，而后她学会了饶舌说唱；比起女性说唱歌手如Salt-N-Pepa和MC Lyte，她更偏爱男性说唱歌手如艾斯·库伯，并通过学习男性说唱歌手的演唱发展出自己的唱腔（flow）。后来希尔回忆道：“我记得我曾经在嘻哈音乐俱乐部厕所的隔间内完成我的作业。”
随着年龄的增长，希尔开始在曼哈顿学习表演课程。1991年她开始了自己的演艺生涯，她和金一起出现在MC Lyte策划的外百老汇莎士比亚经典剧目《第十二夜》的嘻哈版本《第十二俱乐部》中。虽然这个舞台剧并不成功，但她还是得到了经纪人的注意。同年，希尔在肥皂剧《地球照转（As the World Turns）》中客串出演问题少女基拉·约翰逊（Kira Johnson）。紧接着她便在1993年上映的电影《修女也疯狂2》中与乌比·戈德堡搭戏，出演一个贫民区的坏脾气天主教学生里塔·路易斯·沃森（Rita Louise Watson）。在片中，她演唱了“His Eye is on the Sparrow”（出现在与坦雅·布朗特对决的桥段）以及“Joyful, Joyful”两首歌曲。导演比尔·杜克称赞了希尔在其中一幕的即兴说唱：“所有的说唱都没有剧本。都是劳伦即兴完成的。她太令人惊讶了。”影评人罗杰·埃伯特称她为“具有令人无比愉悦的嗓音的女孩”，他也认为希尔的天赋在片中被浪费了，《滚石》杂志则称她“在一部寡然无味的影片中......以超凡的表演打破了类型的界限。”希尔也出演了1993年史蒂文·索德伯格导演的电影《山丘之王》，饰演一位30年代的嚼着口香糖的电梯服务员，这是一个小而重要的角色。索德伯格的传记作家詹森·伍德描述称她为全片贡献了最温情的一幕。1993年，希尔从哥伦比亚高中毕业。

### 1994年-1996年 难民营乐队时期
普拉斯、希尔和金将乐队改名为难民营乐队，名字来源于难民（英語：refugee）一词，这也是对海地裔美国人的一个蔑称。希尔和金也确定了恋爱关系。1993年，哥伦比亚/拉夫豪斯唱片公司签下难民营乐队，1994年，乐队推出了实验性将雷鬼、摇滚、灵魂乐等风格融合的专辑《钝化现实（Blunted on Reality）》正式出道。虽然该专辑在公告牌最佳节奏布鲁斯/嘻哈专辑排行榜上名列第62位，但是销量惨淡。而且专辑因为（受管理层迫使）尝试采用的匪帮说唱风格而并未得到广泛关注。虽然这张专辑影响甚微，但是希尔在“Some Seek Stardom”一曲中的说唱被认为是整张专辑的亮点。在乐队中，希尔被大家昵称作“L. Boogie”。希尔以姣好的外形以及纯熟的技艺，又有饱满、多变、略带沙哑的女中音声线，使她在整个乐队中独树一帜，众多粉丝都力劝她单飞发展。
难民营乐队的第二张专辑《乐谱（The Score ）》（1996年）成功登顶美国公告牌二百专辑榜，并保持在榜单前十的位置超过半年之久。这张专辑在美国本土的销量为六百万张，全球销量逾一千七百万张。在1996年的Pazz & Jop乐评人榜单上，《乐谱》专辑名列最佳专辑排行榜第二名，并且专辑中的三首单曲都进入了二十佳单曲排行榜。这张专辑也荣获了格莱美奖最佳说唱专辑，并在不久后入选《滚石》杂志评选的史上最伟大的500张专辑。整张专辑的大部分词曲和制作都是由金一人完成。《乐谱》专辑因为一扫当时乐坛的匪帮风气而备受赞誉，希尔说道：“现在好像只有消极的负面的才能登上巅峰，所以我们试着用音乐去做一些积极的事情。想要净化肮脏的污水池往往只需要一滴纯净的水（It only takes a drop of purity to clean a cesspool）。”
《乐谱》专辑中包含彰显希尔唱功和说唱功底的单曲“Fu-Gee-La”和“Ready or Not”，以及单曲“No Woman, No Cry”。她翻唱的“Killing Me Softly”成为她的大热单曲。随着不久后《滚石》杂志称赞她“令人回味”的声线和“绝妙的尖嗓”的报道，使得这首单曲在各大流行乐、节奏布鲁斯、嘻哈音乐以及成人当代音乐电台上都不绝于耳。这首歌也荣获格莱美最佳节奏布鲁斯二重唱或多人合唱表演奖。在专辑中，希尔也将黑人音乐和加勒比音乐的影响带入了具有社会意识的歌词中。《新闻周刊》报道也提到了希尔有着“令人无法抗拒的可爱外表”，并且称她是“说唱界最有实力的新声音。”
21岁时，已经成名的希尔仍然与父母一起住在家中。她已经进入哥伦比亚大学学习，就要上大二的她准备主修历史专业，但此时她也因为过百万的销量的专辑《乐谱》参加演出而整整休学一年。1996年，针对音乐电视网报道她种族歧视言论的不实流言，她在霍华德·斯坦恩脱口秀上回应道：“我怎么可能是一名种族主义者？我的音乐是全球的音乐。而且我信仰上帝。因为信仰上帝，所以我一定要爱上帝所创造的众生。绝不会有种族隔离的事情。”
1996年，希尔成立了“难民项目”，该项目是一个外延性的非盈利机构，旨在转变城市问题青少年的态度和行为。项目其中一部分被称为希尔营，它为这类青少年在卡茲奇山提供了野营住所；项目还包括在每年万圣节期间在东奥兰治搭建“鬼屋”。希尔还为海地的难民筹款，并捐助肯尼亚和乌干达的净化饮用水和开发宜居住宅的项目，此外还在哈莱姆的一场说唱音乐演唱会上表演以推广选民登记制度。1997年，包括尚恩·库姆斯、玛丽亚·凯莉、巴斯达韵、斯派克·李等人在内的“难民项目”理事会成员一同出席了当年的慈善活动。
1997年，难民营乐队解散各自单飞，金将乐队的解散归咎于与希尔的感情问题的终结，事实上，在二人正式分手之前，金和现任妻子克劳德特成婚，而希尔也在1996年的夏天结识了鲍勃·马利的儿子，前迈阿密大学足球队队员洛翰·马利，并与他开始了恋爱关系。不久后，希尔怀孕，并在1997年8月为马利生下一子，取名为锡安·大卫（Zion David）。在为父母买下同街区的房产之后，二人搬回了南奥兰治希尔童年成长的地方。
希尔友情客串了1997年的电影《浪漫之约》。1998年，希尔在电影《餐馆》中再次扮演了一个小而重要的角色；《娱乐周刊》称赞她对于主人公怀孕前女友的刻画为整部电影带来了活力。

### 1997年-1999年 专辑《劳伦·希尔的错误教育》时期
1997年末至1998年6月期间，希尔在牙买加的塔夫·刚工作室录制了自己的个人专辑《劳伦·希尔的错误教育（The Miseducation of Lauryn Hill）》（以下简称《错误教育》）。专辑的标题来源于卡特尔·G·伍德森所著的《黑奴的错误教育》一书，以及一部名为《索尼·卡森的教育（The Education of Sonny Carson）》的电影和其同名自传体小说。迪·安格罗、卡洛斯·山塔那、玛丽·布莱姬以及尚未成名的约翰·传奇都一同参与了专辑的制作。怀克里夫·金一开始并不支持希尔录制个人专辑，但最后他也希望参与制作；而希尔拒绝了他。专辑中的若干首歌曲都表达了她对难民营乐队的失望；单曲“I Used to Love Him”则是关于希尔和怀克里夫感情的崩溃。其他的单曲中，“To Zion”谈到了她被别人多次建议做流产手术，以便在事业上升期不耽误事业的情形下，毅然决然决定生下第一个孩子的故事。而这次怀孕也让希尔从脑闭塞中成功摆脱出来。
在专辑制作方面，希尔与包括维达·诺布斯、拉希姆·普、特约莫尔德·牛顿、约哈利·牛顿等音乐家组成的新方舟（英語：New Ark）团队合作。希尔在之后谈到，她想要“写出可以在歌词上触动我自己，而又保有雷鬼音乐精神、嘻哈音乐的鼓点、传统灵魂乐的乐器搭配的歌曲”，同时专辑的制作要让音乐的声音呈现原始未加工的状态，而不是电脑处理过的音色。希尔说希望自己的厂牌效仿王子那样，所有的歌曲的词曲和制作几乎都由自己个人完成，没有外界的帮助，并谈到了这样带来的压力。她也希望自己像难民营乐队中金的角色一样，成为整个制作团队的核心。（当然她这样做也有女权主义的考量：“如果一个女性走出去，尝试掌管一切，那么怀疑便会随之而来。整个音乐界就是一个性别歧视的产业。他们永远不会为一位女性冠以‘天才’的称号。”）在录制专辑的过程中，当希尔被问到是否会和这些音乐家签署合同或文件时，她回答说：“我们都互相爱着彼此。这和任何文件都毫无关系。这是被（上帝）保佑和祝福的事业。”
1998年8月25日，这张专辑最终发售，当代乐评人对这张专辑溢美之词不绝于耳，并且使之成为了1998年最备受赞誉的专辑。乐评人大肆称赞这张专辑对节奏布鲁斯、嘟·喔普、流行音乐、嘻哈音乐和雷鬼风格的巧妙融合以及其对女性人生和人际关系的忠实表现。记者大卫·布朗《娱乐周刊》中称这张专辑是“一张有着时常令人惊诧的力量、力度和情感的专辑”，并且称赞希尔“在唱腔和说唱之间轻松转换，在锻造自己未来的同时唤起了过去的回忆”。罗伯特·克里斯特高风趣地说：“年度最政治正确的专辑——有柔和的歌曲、平易近人的歌唱、高超的饶舌、起伏的韵律、繁多的讽刺以及微妙而无与伦比的制作”。
（通过在电台提前放出的两首单曲“Lost Ones”和“Can't Take My Eyes Off You”的造势宣传）专辑在第一周就卖出了四十二万三千多张并连续四周占据公告牌二百专辑榜榜首，连续六周占据公告牌节奏布鲁斯专辑榜榜首。在美国本土销量约八百万张，全球销量一千两百万张。据统计，在1998年至1999年期间，希尔通过销售专辑和巡演赚了两千五百万美元。希尔与布莱姬、梅西·埃利奥特、米歇尔·恩迭戈夏洛、埃里卡·巴杜等人一道，成为了新灵魂乐风格的代表。
专辑中第一首解禁的单曲是“Lost Ones”，这首歌在1998年春季占据榜单第27位。第二首则是“Doo Wop (That Thing)”，这首歌曲初次亮相就登顶公告牌百大最热单曲榜。这体现了希尔结合着自我赋权与自我防卫的感情的影响力。专辑的其他单曲，例如“Ex Factor”，“Everything Is Everything”和“To Zion”也都入围了各项榜单。在1998年的Pazz & Jop乐评人榜单中，《错误教育》专辑名列年度最佳专辑第二名，单曲“Doo Wop (That Thing)”也位列年度最佳单曲第二名。
1998年11月，马利和希尔的第二个孩子萨拉赫·路易斯（Selah Louise）降生。作为两个孩子的母亲，希尔说道：“这并非是件容易的事。你不得不认真祈祷，并且对自己诚实。”
在1999年格莱美奖的备选阶段，希尔成为了第一位在同一年得到十项提名的女性。在《错误教育》专辑之外，被提名的还包括：之前也登上公告牌榜单的她为1997年的电影《连锁阴谋》而改编的“Can't Take My Eyes Off You”翻唱版本，以及希尔作词作曲并参与制作，而后成为艾瑞莎·弗兰克林的大热单曲的“A Rose Is Still a Rose”。她陆续登上包括《时代》、《时尚先生》、《滚石》、《人物青年版》以及《纽约时报时尚杂志》等多个杂志的封面。在格莱美的颁奖典礼上，希尔再度打破纪录，成为第一位同时获得包括年度最佳专辑、最佳节奏布鲁斯专辑、最佳节奏布鲁斯歌曲、最佳节奏布鲁斯女性演唱、最佳新人在内的五项奖项的女性。在颁奖致辞中，她说道：“这太疯狂了。这才是嘻哈！”至此，希尔为音乐界贡献了一个被主流音乐界接受的新的音乐流派。
1999年2月，希尔在第30届年度有色人种促进协会形象奖中荣获四项大奖。1999年5月，她成为了美国乌木明星娱乐杂志百大最具影响力的非裔美籍人名单里史上最年轻的女性人选；同年11月，该出版商又将她列入“2000乌木明星：千禧年特别企划”的“十大明日之星”之列。1999年5月，《人物》杂志评选她为“五十位最美人物”之一。并称赞了身高1.63米（5英尺4英寸）的希尔带有乖僻感的个人风格。1999年6月，她获得了《本质》杂志奖，在获奖感言中，她表示对于宗教虔诚的爱、顺从奴役和“做自己，依然放肆、依然火辣、依然故我”并不矛盾，而由此引发了公众对她如此年轻却已育有两个孩子而尚未结婚的指责。这已并非是她第一次受到如此的非议了，在此前生下第一个孩子时，就有人对她提出了如此的批评，而她那时便回应她即将和马利完婚。2000年初，桑塔纳乐队凭借1999年百万销量的专辑《超凡力量（Supernatural）》荣获格莱美奖年度最佳专辑，在这张专辑中包含希尔作词作曲、制作并参与说唱部分的单曲“Do You Like the Way”（这首歌是对世界发展的反思，此外，西罗·格林也参与演唱了此曲，并伴有卡洛斯·山塔那的标志性吉他伴奏）。她为玛丽·布莱姬创作的单曲“All That I Can Say”也被提名最佳节奏布鲁斯歌曲。另外，在致敬鲍勃·马利的《咏叹巴比伦（Chant Down Babylon）》1999年混音专辑中，收录了她与已故的鲍勃·马利隔空对唱的混音版单曲“Turn Your Lights Down”，这首歌出现在1999年的电影《伴郎（The Best Man）》中，并在不久之后获得了格莱美奖最佳流行音乐对唱奖的提名。
1998年11月，新方舟团队向希尔及其管理层与厂牌提出了多达五十页的诉讼，声称希尔在《错误教育》专辑中“利用了他们的歌曲及制作技巧，但却没有在相关创作中为他们合理地署名”。新方舟的音乐家称他们是专辑中两首歌曲的曲作者，亦是其余歌曲的主要制作者，而著名录音师、工程师、《错误教育》专辑的混音师戈登·威廉姆斯则表示整张专辑包含了“希尔贡献的极强的个人努力”，并说“（这张专辑）绝对是她的版本。”希尔说专辑中已经对新方舟团队进行了合适的署名，现在他们是想利用她的成功谋取利益。新方舟要求对绝大部分的歌曲都进行部分署名并且对其进行一定数额的赔偿。2000年末，在数次的延期后举行了证言听取会。在某种程度上，证言阐述了歌曲创作与包括编曲、采样、录音在内的所有后期工作之间的不同。该诉讼最终在2001年2月以希尔向新方舟团队支付五百万美元赔偿的方式庭外和解。在后来提到这起诉讼时，希尔的一个朋友说“这是一个让一切都变得有些疯狂的连锁效应的开始。”

### 2000年-2003年 自我放逐及专辑《MTV不插电No.2.0》时期
希尔开始为鲍勃·马利的一生编写剧本，并计划在其中扮演他的妻子丽塔。她也开始制作一部暂定名称为《酱料（Sauce）》的关于灵魂料理的浪漫喜剧电影，并接受参演一部基于托妮·莫里森的小说《宠儿》改编的同名电影；但随后由于怀孕她取消了这两个计划。据报道，她也拒绝了《霹雳娇娃》（而后她的角色由刘玉玲饰演）、《谍影重重》、《墨西哥人（The Mexican）》、《黑客帝国2：重装上阵》和《黑客帝国3：矩阵革命》的出演机会。
2000年期间，希尔逐渐淡出了公众视野。成名的压力使她难以承受。她不喜欢日常出门就被各种媒体包围的日子。她开除了自己的经纪人团队，并开始参加每周五天的圣经课程；她也停止了接受采访、看电视和听音乐。她开始与一个名为安东尼的“精神导师”联系。在希尔的一些好友看来，安东尼与其说是一位精神导师，不如说是一名邪教领袖，并认为这个人的指导激化了希尔的反社会行为。
后来她向《本质》杂志解释这段时期时说：“人们需要理解一开始他们接触的那个劳伦·希尔仅仅属于那个时间的那个舞台……当意识到我为了所有的事情正常运作而过度妥协之时，我只好选择淡出。我必须对着那些我不喜欢的人或者我根本不熟的人假笑，这让我很不自在。”她还提到了自己的情绪危机，她说“有两到三年的时间我远离了一切的社交互动。那段时期我一直在自我反省，直面自己的恐惧，克服自己在西方文化中作为黑人、作为年轻人、作为有天赋的人的自卑、不安的负面情绪。”她继续说，为了保持自己的身份，她不得不为了保持自己的身份而斗争，并被迫“与那些对此不高兴的人打交道”。她继续说，为了维持自己的地位，她不得不参与各种斗争，并被迫“与那些不乐见于此的人打交道”。
2001年7月，在怀着第三个孩子的期间，希尔通过小众渠道公布了自己的新动向——参与《MTV不插电（MTV Unplugged）》节目特别企划的录制。2002年5月，這張名为《MTV不插电No.2.0（MTV Unplugged No. 2.0 ）》（又譯《真情不插電現場演唱特輯》）的现场专辑正式发售，这张专辑中的所有歌曲仅以她的歌声以及原声吉他表现。与得到一致好评的《错误教育》不同的是，《2.0》得到了两极化的评价。AllMusic为这张专辑打出了4分（满分5分），称这张专辑“是对于灵感和个人的未完成而无畏的表达。尽管对于首张专辑而言，这张专辑不相一张应有的续作，然而它依然令人神魂颠倒。”《滚石》杂志称这张专辑是“一场公开的彻底失败”，而《洛杉矶时报》的 罗伯特·希尔伯恩称这张专辑的标题坐实了希尔精神错乱的笑话。

## 音樂作品
- 《劳伦希尔的错误教育（The Miseducation of Lauryn Hill）》（1998年）
- 《MTV不插電No.2.0（MTV Unplugged No. 2.0）》（2002年）

## 影视作品
| 年份 | 影片               | 角色                             |
| ---- | ------------------ | -------------------------------- |
| 1991 | 地球照转           | Kira Johnson （电视剧，客串）    |
| 1992 | 此时此刻           | 未命名角色（电视剧，仅出场一次） |
| 1993 | 山丘之王           | 电梯服务员                       |
| 1993 | 修女也疯狂2        | Rita Louise Watson               |
| 1996 | 放学后两三事特别季 | Malika （电视剧，仅出场一次）    |
| 1997 | 浪漫之约           | Debra （友情客串）               |
| 1998 | 餐馆               | Leslie                           |
| 2014 | 美丽大陆的暴力抗争 | 旁白                             |